# Namidish
Amediche (Namidish, Nabiti, Naviti), pleme Caddoan Indijanaca, konfederacije Hasinai, koji su živjeli blizu Anadarka u istočnom Teksasu. Prema La Harpeu Španjolci su među njima imali privremeno naselje koje su ubrzo napustili. U to su vrijeme (1714-1716) bili u ratu s Natchitoches Indijancima. 

## Vanjske poveznice
- Amediche (Nabiti, Naviti, Namidish) Indians